# イネオス
イネオス（INEOS Ltd.）は、ロンドンに本社を置き、登記されているイギリスの多国籍化学企業である。2021年現在、世界第4位の化学会社である。
イネオスは約20の独立したビジネスユニットに組織され、それぞれが独自の取締役会を持ち、ほぼ完全に独立して運営されている。

## 歴史
1992年、Inspecは、アメリカのプライベートエクイティファンドグループである Advent Internationalの取締役であるJim Ratcliffeの経過であるJohn Hollowoodが、BPの化学部門の経営権を取得するために設立された。
1995年、InspecはBPのエチレンオキシドとグリコールを7800万ポンドで買収し、Inspec Ethylene Oxide Specialitiesが発足した。
1998年、当時Inspecの取締役だったRatcliffeは、ベルギーのアントワープにあるInspecのエチレンオキシド施設を買収する目的でIneosを設立した。
同社は、BP、インペリアル・ケミカル・インダストリーズ、デグサ、BASFなどの大企業から石油化学事業を買収し、大幅に急速に成長した。以来、イネオスの成長には3つの異なる段階があった。最初の段階は10年以上にわたって行われ、イネオスは1998年から2008年の間に25社を買収した。この中で最も注目すべき2つは、2005年10月BPのオレフィンおよびデリバティブおよび精製子会社であるInnoveneが90億ドルで買収され、2001年ICIの商品化学事業がそれである。
2008年から2010年の間の第2段階では、同社は世界不況の影響に対処しながら統合期間を経ていた。この期間、消費財や自動車、建設業の生産が減少し、売上高と純利益が減少した。この間、主要な競合他社であるライオンデルバセルが破産を申請した。一部の人々はイネオスと同様の運命を予想していたが、会社はこの時期をそのまま外れた。
3番目のステップは2011年に始まった。この段階で、当社は一連の戦略的合弁事業を通じて成長を続けてきた。
2011年6月には最大のペトロイネオスが完工した。
それ以来、INEOSはさまざまな企業またはその一部を買収し、着実な成長を遂げた。これは アモコ、アクゾノーベル、BASF、BP、バイエル、ブラスケム、ボレアリス、デグサ、ダウ・ケミカル、デュポン、エニ・ケム、エルドルケミ、ヘキスト、インペリアル・ケミカル・インダストリーズ、イノベン、ランクセス、モンサント、ノルスク・ハイドロ、フェノールケミー、ローディア、サソール、ソルベイ、テッセンデルロ・ケミー、UCB、ユニリーバとユニオンカーバイドが含まれる。同社は、ベルギーのアントワープにある以前のBP石油化学資産の経営権を買収するために1998年に設立された。
それ以来、さまざまな事業を買収して拡大した。一部の事業部門は以前BPに属しており、他の事業部門はアモコ、BASF、インペリアル・ケミカル・インダストリーズ、ダウ・ケミカル、デュポン、ソルベイ、UCBなどの大企業によって売却されている。 2005年10月、Ineosは、2005年の売上高が250億ドルと推定されたBPのオレフィンおよびデリバティブおよび精製子会社であるInnoveneを90億ドルで買収することに合意した。 
2005年12月14日に完了したこの取引は、以前に約80億ドルだったIneosの売上を約4倍に増やした。
2007年、イネオスはランクセスとの合弁会社を設立し、タラゴナに位置するABS樹脂生産活動をランクセスで活動で構成されたイネオスABSを設立し、最初のトランチで3,500万ユーロを支払った。2010年3月、イネオスヘルスケアは商業的な理由で薬物開発プログラムを終了した。
2010年に本社をスイスからイギリスに移転した。
2020年には、INEOS TEAM UKおよびTEAM INEOSと新たなパフォーマンスパートナーシップを締結し、新しいグローバルヘルスケア企業 INEOS HYGIENICSを立ち上げた。